# Лайош Кю
Лайош Кю (угор. Lajos Kű, нар. 5 липня 1948, Секешфегервар) — угорський футболіст, що грав на позиції нападника.
Виступав, зокрема, за «Ференцварош» та «Брюгге», а також національну збірну Угорщини.

## Клубна кар'єра
У дорослому футболі дебютував 1968 року виступами за команду «Відеотон», в якій того року взяв участь у 16 матчах чемпіонату.
Своєю грою за цю команду привернув увагу представників тренерського штабу клубу «Ференцварош», до складу якого приєднався 1968 року. Відіграв за клуб з Будапешта наступні шість сезонів своєї ігрової кар'єри. За цей час чотири рази ставав віце-чемпіоном Угорщини в 1970, 1971, 1973 і 1974 роках, а також виграв Кубок Угорщини в 1972 і 1974 роках.
Згодом з 1974 по 1987 рік грав у складі команд «Вашаш» та «Волан», після чого Лайош втік до Італії через Суботицю. Міжнародна футбольна асоціація відсторонила його від футболу на один рік, а надалі нападник грав за бельгійське «Брюгге». У своїй другій грі за «Брюгге» він зіграв у фіналі Кубка європейських чемпіонів 1978 року проти «Ліверпуля», де його команда програла 0:1.
У 1979/80 роках провів сезон у США, після чого три сезони виступав у австрійській Бундеслізі за «Айзенштадт», а завершив ігрову кар'єру у нижчоліговій австрійській команді «Менхгоф», за яку виступав протягом 1983—1984 років.

## Виступи за збірну
14 травня 1972 року дебютував в офіційних матчах у складі національної збірної Угорщини в матчі відбору на чемпіонату Європи 1972 року проти Румунії (2:2). За три дні Кю зіграв і у матчі переграванні, в якому його команда обіграла румунів 2:1 і кваліфікувалась у фінальну стадію чемпіонату Європи 1972 року у Бельгії. Там Лайош зіграв у обох матчах — у півфіналі проти Радянського Союзу (0:1) і матч за третє місце проти Бельгії (1:2), у якому він забив гол.
Через місяць складі збірної він був учасником футбольного турніру на Олімпійських іграх 1972 року у Мюнхені, де разом з командою здобув «срібло».
Загалом протягом кар'єри в національній команді, яка тривала 1 рік, провів у її формі 8 матчів, забивши 1 гол.

## Титули і досягнення
- Володар Кубка Угорщини (2):

«Ференцварош»: 1972, 1974